# Tramlijn 7 (Antwerpen)
De Antwerpse tramlijn 7 verbindt  sinds maandag 31 maart 2025 Mortsel (Gemeenteplein) en de Groenplaats met elkaar.

## Traject
(28 min, bij 17 km/u) via Gemeenteplein (Mortsel) - Antwerpsestraat - Grotesteenweg - Mechelsebrug - Grotesteenweg - Mechelsesteenweg - Frankrijklei - Bourlastraat - Leopoldplaats - Sint-Jorispoort - Mechelseplein - Lange Gasthuisstraat - Huidevettersstraat - Meirbrug - Schoenmarkt - Groenplaats.

## Geschiedenis
Tram 7 is de oudste tramlijn van Antwerpen. Op 25 mei 1873 reed de eerste paardentram van de Meir naar de oude kerk van Berchem. In 1923 werd de tramlijn onder de in 1922 verhoogde spoorlijn 27A naar de Oude God in Mortsel verlengd.
Op de nieuwjaarsnacht van 31 december 2012 op 1 januari 2013 reed er enkel die nacht elk halfuur een feesttram 27 het traject van tramlijn 2 van Hoboken naar de halte Harmonie en dan vanaf de Harmonie verder het traject van tramlijn 7 naar de Groenplaats.
In 2015 vervoerde deze tramlijn tussen Mortsel en de Sint-Pietersvliet 6.789.258 passagiers
Aan de noordkant van de lijn werd vanaf de Sint-Pietersvliet tram 7 vanaf zaterdag 5 augustus 2017 verlengd langs de Rijnkaai naar de Amsterdamstraat op het Eilandje met een keerlus langs de Bataviastraat en de Sint-Laureiskaai. Dit nadat de opening meermaals was uitgesteld.
Vanaf maandag 23 maart 2020 tot en met donderdag 14 mei reed tramlijn 7 wegens een tekort aan personeel in verband met de Coronacrisis in België maar om het half uur (30 minuten). Op vrijdag 15 mei begonnen de scholen weer stilaan te openen en werd ook het tramverkeer hierop aangepast.
Op vrijdag 16 juni tot en met donderdag 31 augustus 2023 kreeg tramlijn 7 (Mortsel - Eilandje) de Groenplaats als eindhalte. De tram kon in die periode wegens werken aan de Wijngaardbrug (zie kruispunt Sint-Katelijnevest-Minderbroedersrui met de Kipdorp-Wolstraat, van de stadskeerlus naar de Melkmarkt met tramlijn 11) niet naar zijn normale eindhalte op het Eilandje rijden. De oorspronkelijke periode werd met 2 weken verlengd. Ze reed tussen vrijdag 1 september en vrijdag 15 september 2023 tot de Bolivarplaats zodat ze op de keerlus Groenplaats niet in de weg reed van de ingekorte tramlijn 4. Sinds zaterdag 16 september 2023 rijdt tramlijn 7 na drie maanden terug tussen Mortsel en het Eilandje tot in april 2025 als het kruispunt van de Sint-Katelijnevest met de Korte en Lange Nieuwstraat van de stadskeerlus van 31 maart 2025 tot oktober 2025 wordt aangepakt.

## Toekomst
Oorspronkelijk zou lijn 7 in 2012 worden doorgetrokken naar Boechout. De daarvoor benodigde werken begonnen in oktober 2009, met de heraanleg van de Statielei en Liersesteenweg in Mortsel. Aangezien men deze lijn volledig met PCC-trams uitbaat, is er geopteerd om niet lijn 7, maar wel lijn 15 tot Boechout te laten doorrijden. Tramlijn 7 blijft nog keren aan het Gemeenteplein in Mortsel. 
In een latere fase wilde men tramlijn 7 vanaf het Gemeenteplein in Mortsel via de Mechelsesteenweg, de Boniverlei in Edegem en de Expressweg tot in Kontich doortrekken. Er werden al studies gemaakt maar concrete plannen voor de uitvoering zijn er niet. Het budget dat daar oorspronkelijk voor voorzien was is verdwenen in de bouwputten van de oosterweelverbinding.

### Plan 2021
Volgens de Nethervorming basisbereikbaarheid zou vanaf 1 januari 2022 de huidige tramlijn 15 onder nummer M7 rijden. Het huidige traject van tramlijn 7 zou tussen het MAS en de halte Harmonie overgenomen worden door tramlijn T12. Van Harmonie tot Mortsel zou het wegvallen van tramlijn 7 gedeeltelijk opgevangen worden door een frequentieverhoging van tramlijn M7. Na luid protest van de tramgebruikers werd besloten om dit plan voor onbepaalde tijd uit te stellen, gezien het geringe draagvlak. Door het uitstel kunnen er eerst extra gekoppelde trams geleverd worden die samen met de frequentieverhoging het capaciteitsverlies van tramlijn 7 volledig kunnen compenseren.

## Materieel
Op deze lijn rijden hoofdzakelijk gekoppelde PCC- (enkel en gekoppeld) en HermeLijntrams.

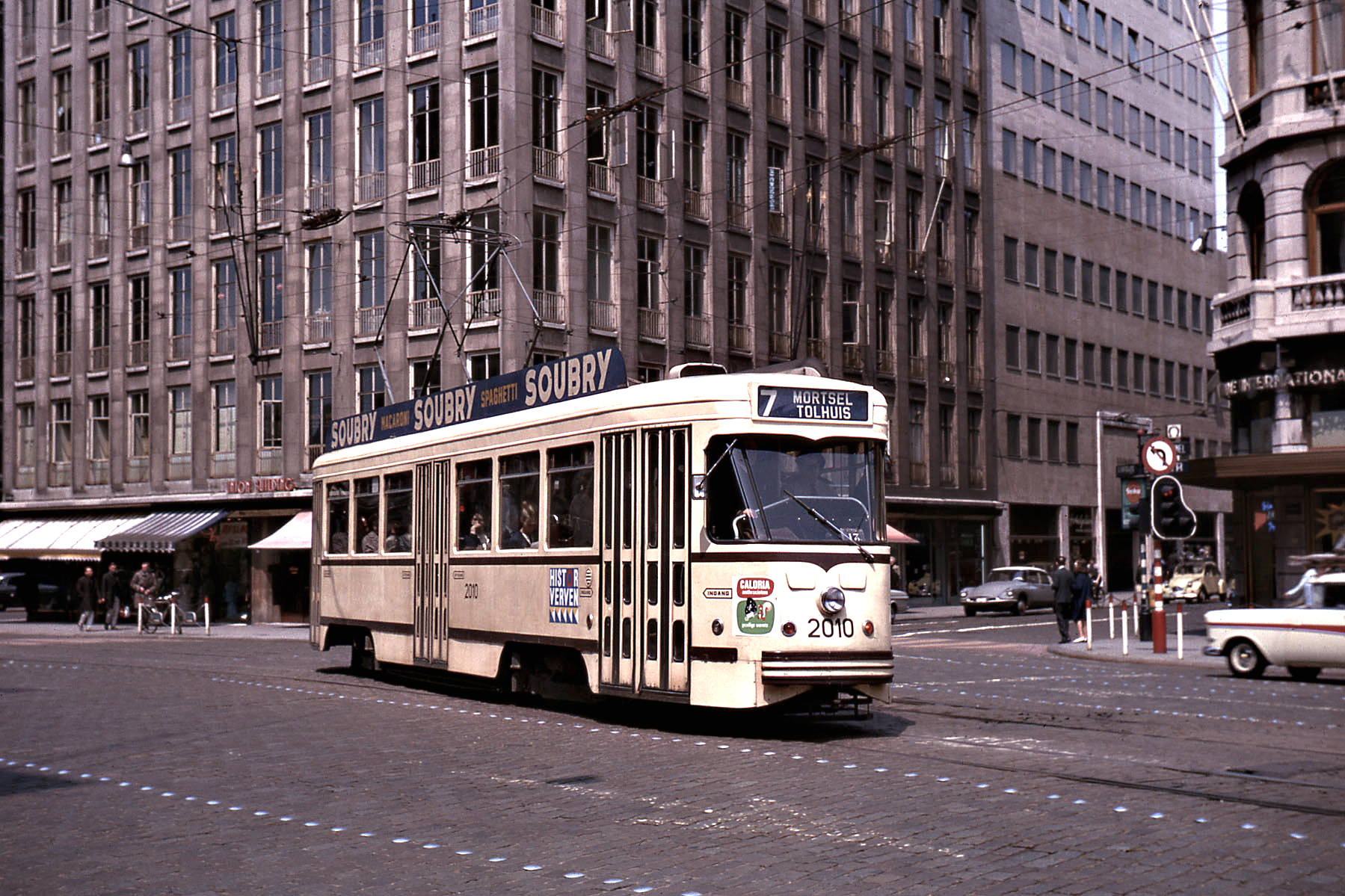
De eerste serie Antwerpse PCC-cars, nr. 2010 gebouwd in 1960, op lijn 7 op de Meirbrug (20 augustus 1964).
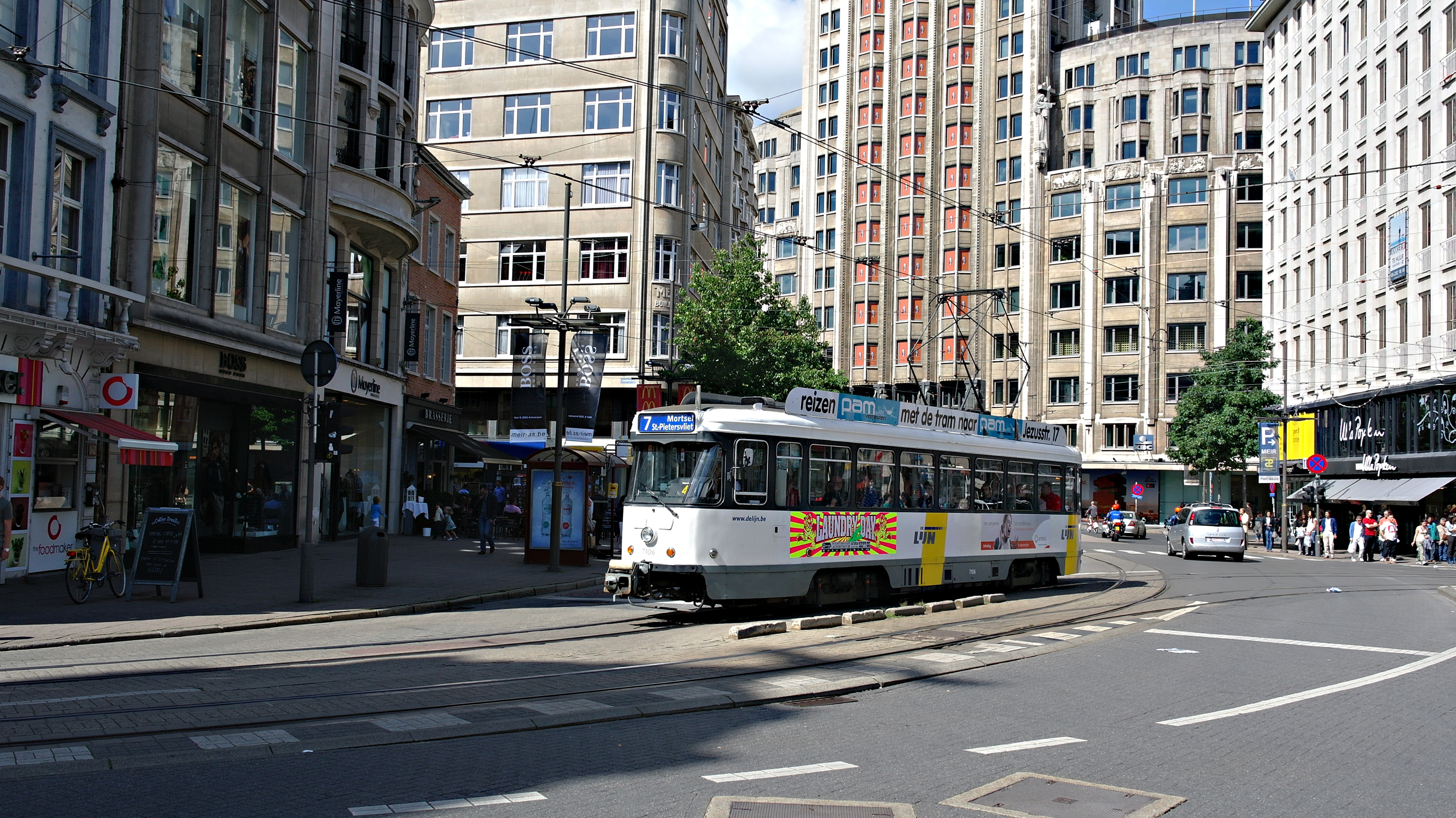
Exact 47 jaar later op dezelfde plek. PCC 7106 – ex. 2106, vervoerbedrijf De Lijn nummerde de PCC-cars om in de laatste kleurencombinatie.

Sinds 2018 worden er gedeeltelijk Hermelijntrams ingezet.

## Kleur
De kenkleur op het koersbord van deze lijn is een wit cijfer met het getal 7 op een donkerblauwe achtergrond: . De komende lijn M7 krijgt een witte tekst op een rode achtergrond: M7